# Chudlowo
Chudlowo (ukr. Худльово) – wieś na Ukrainie. Należy do rejonu użhorodzkiego w obwodzie zakarpackim i liczy 1 451 mieszkańców.